# Monte Rinaldo

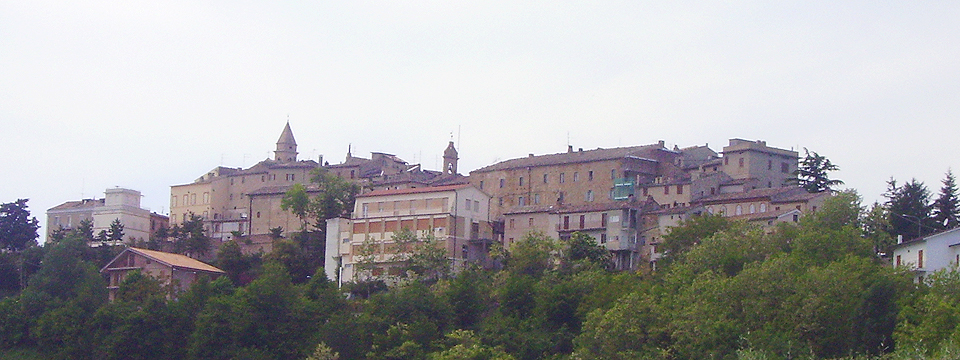
Blick auf Monte Rinaldo

Monte Rinaldo (im lokalen Dialekt: Monranallo) ist eine italienische Gemeinde mit 314 Einwohnern (Stand 31. Dezember 2023) in der Provinz Fermo in den Marken. Die Gemeinde liegt etwa 19 Kilometer südwestlich von Fermo. Am südlichen Rand der Gemeinde fließt der Aso.

## Geschichte
Die Picener siedelten hier, nachdem sie das Gebiet der Sabiner verlassen hatten.